# Битва при Амба-Алагі (1895)
Битва при Амба-Алагі — битва між італійськими та ефіопськими військами під час Першої італо-ефіопської війни, що сталася в гірському пасмі Амба-Алагі 7-8 грудня 1895 року, що завершилося перемогою абіссинців: загін з приблизно 2350 солдатів під командуванням майора П'єтро Тозеллі, що складався з італійців і африканців-аскарі, був майже повністю знищений абіссинськими військами чисельністю в 30000 чоловік. З цього часу 4-й місцевий батальйон аскарі носив нарукавні чорні смуги в знак жалоби. В італійській історіографії цей бій згодом отримало назву «Перша битва при Амба-Алагі» (друга відбулася в 1941 році під час Східноафриканської кампанії Другої світової війни).

## Хід битви
Амба-Алагі (або Амба-Алаге) — гірський хребет і однойменний пік (висотою 3300 м над рівнем моря) в Ефіопії, в провінції Тигру, розташований приблизно в 100 км на південь від містечка Мекеле, що знаходиться на шляху до міста Десе. Пік був зручним стратегічним пунктом, що дозволяв, захопивши його, контролювати одну з головних доріг в Ефіопії, що перетинає країну з півночі на південь.
Битва відбулася 7-8 грудня 1895 року, коли генерал Оресте Баратьєрі, губернатор Еритреї, почав в ході Італо-абісинскої війни наступ на півдні нинішньої Еритреї силами аскарі (африканські солдати на службі у італійців), які в підсумку були розбиті біля ущелини Амба-Алагі авангардом армії Менеліка II, що налічувави майже 30 тисяч солдатів під командуванням раса Меконнина, Велле Бетула і Менгеша Йоханниса.
7 грудня сили під командуванням майора П'єтро Тозеллі були фактично повністю знищені. Солдати Тозеллі билися до останнього патрона, а потім вступили в рукопашний бій з абіссинцями. Всього загинуло понад 2000 аскарі, а також 20 італійських офіцерів і 19 італійських сержантів і солдатів. Ті, що вижили, під командуванням лейтенантів Паджеллі і Бордері дісталися до села Ардера, де зустрілися з колоною аскарі під командуванням генерала Арімонді; на світанку наступного дня ці сили відійшли в Мекеле. Військо Менеліка після перемоги також рушило на північ і незабаром почало 45-денну облогу італійського гарнізону в Мекеле, що закінчилася капітуляцією італійців.
Після перемоги при Мекеле Менелік звернувся до італійців з пропозицією почати мирні переговори, яка була відхилено ними в лютому 1896 року; після поразки при Амба-Алагі прем'єр-міністр Франческо Кріспі виділив на потреби армії 20 мільйонів лір, вимагаючи, щоб така катастрофа більше не повторилася. Італійці під командуванням генерала Баратьєрі перейшли в контрнаступ, який завершився їхньою поразкою під Адуа 1 березня 1896 року.
У березні 1896 року італійці відступили в Еритрею, яку контролювали з 1885 року.